# Declaração de Verdades Fundamentais das Assembleias de Deus
Declaração de Verdades Fundamentais das Assembleias de Deus consiste num documento de seis páginas produzidos pelo Concílio Geral das Assembleias de Deus nos EUA, onde estabelece dezesseis doutrinas, inegociáveis para quem quiser aderir à Assembleia de Deus. Quatro dos dezesseis fundamentos são considerados norteadores, a saber: Salvação, o Batismo no Espírito Santo, Cura Divina e a Segunda Vinda de Cristo

## Resumo das 16 Verdades Fundamentais da Assembleia de Deus
1. A inspiração das Sagradas Escrituras;
2. O único Deus verdadeiro;
3. A deidade do Senhor Jesus Cristo;
4. A queda do homem;
5. A salvação do homem;
6. As ordenanças da igreja;
7. O batismo no Espírito Santo;
8. A evidência física inicial do batismo no Espírito Santo;
9. A santificação;
10. A igreja e sua missão;
11. O ministério;
12. Cura divina;
13. A esperança bem-aventurada;
14. O reino milenar de Cristo;
15. O Juízo final;
16. Novos céus e nova terra[4][5][6]

## Descrição dasDeclarações Fundamentais e Inegociáveis
Esta confissão de fé contém 16 artigos.  Aceita a doutrina da Igreja de crentes e o batismo do crente.  Suas peculiaridades são artigos sobre o batismo do Espírito Santo, dons do Espírito Santo e cura milagrosa.